# Cromado

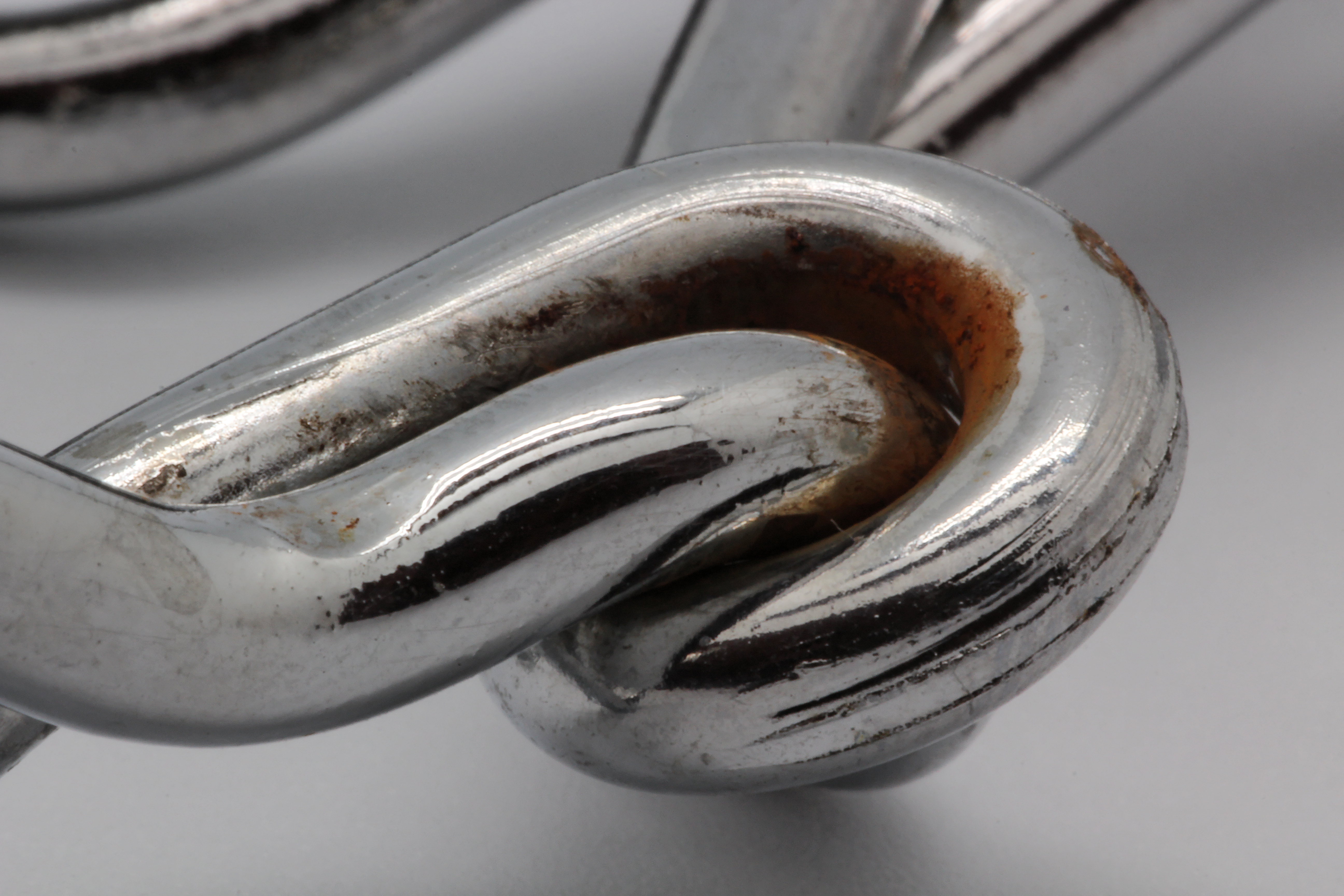
Objeto metálico cromado, ya deteriorado por la corrosión del acero base.

El cromado es la técnica de depositar mediante galvanoplastia una fina capa de cromo sobre un objeto de otro metal o de plástico. La capa de cromo puede ser simplemente decorativa, proporcionar resistencia frente a la corrosión, facilitar la limpieza del objeto, o incrementar su dureza superficial. En ocasiones para propósitos meramente estéticos se emplea una imitación del cromo más barata que este.[cita requerida]

## Proceso
Un elemento que se desee cromar debe pasar por las siguientes fases:
- se debe pulir la pieza con esmeril
- desengrasado para retirar la suciedad superficial
- limpieza manual para retirar todas las trazas restantes de suciedad e impurezas superficiales;
- varios tratamientos previos dependiendo del sustrato;
- introducción en el vaso de cromado, donde se calienta hasta la temperatura de la disolución; y
- aplicación de la corriente galvánica, bajo la que se deja el componente durante el tiempo que se requiera para que se deposite el espesor de cromo requerido sobre el mismo.

Hay muchas variantes de este proceso, que dependen fundamentalmente del tipo de sustrato a cromar. Para atacar distintos sustratos se emplean disoluciones ácidas diferentes, de clorhídrico, fluorhídrico o sulfúrico. También se usa el cloruro férrico para atacar las aleaciones Nimonic. A veces el elemento entra al vaso de cromado eléctricamente en vivo. A veces el elemento tendrá un ánodo hecho de aleación de plomo y estaño o de titanio platinizado. Un vaso de cromado típico es capaz de depositar unas 25 µm de cromo por hora.
Se emplean varios procesos de lijado y pulido para preparar la superficie de los elementos  a cromar con un propósito decorativo. La apariencia general de un cromado es tan buena como lo haya sido la preparación del elemento.
Los productos químicos que se emplean en el cromado son muy tóxicos, por lo que su eliminación está regulada en la mayoría de los países.